# Institut supérieur des matériaux du Mans
Die Institut supérieur des matériaux du Mans (ISMANS) ist eine französische Ingenieurhochschule, die 1987 mit Sitz in Le Mans  gegründet wurde.
Die Schule bildet Ingenieure im Verkehrswesen (Motorsport, Automotive, Luftfahrt, Raumfahrt, Rail) aus. Sie ist Mitglied der Conférence des grandes écoles (CGE). Seit 2016 ist sie Teil der CESI-Gruppe.